# William Meyerowitz
William Meyerowitz (geb. 15. Juli 1887 in Jekaterinoslaw; gest. 1981 in New York City) war ein US-amerikanischer Künstler, der für seine Gemälde und Radierungen bekannt war.

## Leben
William Meyerowitz und sein Vater wanderten 1908 nach New York City aus, wo sie sich in der Lower East Side niederließen. William studierte Radierung an der National Academy of Design und sang während seines Studiums im Chor der Metropolitan Opera. Er engagierte sich in der People's Art Guild, einer von Professor John Weischel, Robert Henri und George Bellows geleiteten Organisation, die Kunst direkt zu den armen Menschen brachte. Durch seine Arbeit bei der People's Art Guild lernte er seine Frau, die Künstlerin Theresa Bernstein, kennen.
Das Paar verbrachte die Sommer in einer Kunstkolonie in Gloucester (Massachusetts), und den Rest des Jahres in New York. Beide Künstler waren Gründungsmitglieder der Society of Independent Artists. Oliver Wendell Holmes, Richter am Obersten Gerichtshof der Vereinigten Staaten, gab ihm seinen ersten Porträtauftrag, wonach er noch weitere Porträts von mehreren Richtern des Obersten Gerichtshofs anfertigte. Er vollendete ein Wandgemälde für ein Postamt in Clinton (Connecticut). Er starb 1981 in New York.
Seine Werke befinden sich in den ständigen Sammlungen des Metropolitan Museum of Art, des Museum of Modern Art, des Whitney Museum, des Peabody Essex Museum, des Brooklyn Museum of Art und des Smithsonian American Art Museum.

## Publikationen
- The Final phase, New York, Exposition Press, 1973. OCLC 853640
- William Meyerowitz papers, undated, 1923–1930, 1942, 1975–1976. OCLC 970926052